# ثبيرة عوسجانية
ثبيرة عوسجانية (الاسم العلمي: Acokanthera lycioides) هي نوع نباتي يتبع جنس الثبيرة من فصيلة الدفلية.